# Finlands näringsminister
Finlands näringsminister som är ansvarig för näringspolitiken i Finlands regering är en av två ministrar på arbets- och näringsministeriet som inrättades den 1 januari 2008. Ministeriet ersatte två tidigare ministerier, nämligen arbetsministeriet (mellan 1970 och 1989 arbetskraftsministeriet) och handels- och industriministeriet.
Näringsministern har hand om alla de ärenden på arbets- och näringsministeriet som inte specifikt hör till arbetsministerns ansvarsområden.

## Lista över Finlands näringsministrar[3]
| Bild | Namn             | Tillträdde       | Avgick           | Politisk tillhörighet | Politisk tillhörighet | Regering              |
| ---- | ---------------- | ---------------- | ---------------- | --------------------- | --------------------- | --------------------- |
|      | Mauri Pekkarinen | 1 januari 2008   | 22 juni 2011     |                       | Centern               | Vanhanen II Kiviniemi |
|      | Jyri Häkämies    | 22 juni 2011     | 16 november 2012 |                       | Samlingspartiet       | Katainen              |
|      | Jan Vapaavuori   | 16 november 2012 | 29 maj 2015      |                       | Samlingspartiet       | Katainen Stubb        |
|      | Olli Rehn        | 29 maj 2015      | 29 december 2016 |                       | Centern               | Sipilä                |
|      | Mika Lintilä     | 29 december 2016 | 6 juni 2019      |                       | Centern               | Sipilä                |
|      | Katri Kulmuni    | 6 juni 2019      | 10 december 2019 |                       | Centern               | Rinne                 |
|      | Mika Lintilä     | 10 december 2019 | 20 juni 2023     |                       | Centern               | Marin                 |
|      | Vilhelm Junnila  | 20 juni 2023     | 6 juli 2023      |                       | Sannfinländarna       | Orpo                  |
|      | Wille Rydman     | 6 juli 2023      | 13 juni 2025     |                       | Sannfinländarna       | Orpo                  |
|      | Sakari Puisto    | 13 juni 2025     | innehar ämbetet  |                       | Sannfinländarna       | Orpo                  |